# Gábor Áron Kohó- és Öntőipari Technikum
A Gábor Áron Kohó- és Öntőipari Technikum eredetileg a borsodi kohászati nagyüzemek középszintű szakembereinek, a technikusok képzésére jött létre a második világháború után Miskolc Diósgyőr-Vasgyár városrészében. Első igazgatója Avas Mihály kohómérnök volt, az ő szervező munkája révén alakult az iskola a célkitűzéseknek megfelelő oktatási intézménnyé. Az évek során az oktatási struktúra fokozatosan fejlődött, majd a hazai kohászati iparág folyamatosan mélyülő válsága, a Lenin Kohászati Művek és az Ózdi Kohászati Üzemek termelési volumenének visszaesése miatt az iskolának is új utakat kellett keresnie. Így alakult ki a Gábor Áron „Művészeti Iskola” Szakközépiskola, amely képzésében már egyáltalán nem emlékeztetett az „ős” kohóipari technikumra. 2014-ben a megyei önkormányzat döntése értelmében megszűnt ez az iskola is.

## Történet

### A hőskor
Az iskolát 1949. augusztus 1-jén alapították Miskolcon, Kohóipari Középiskola néven, a Nagybányán, Diósgyőrben és Tatabányán 1940 óta működő M. Királyi Péch Antal Bánya-, Kohó- és Mélyfúró Szakiskola jogutódjaként. Felügyeleti szerve az Iparügyi Minisztérium volt. Szeptember 1-jén a felügyeletet átvette a Vallás- és Közoktatásügyi Minisztérium, egyúttal Ipari Gimnázium Kohóipari Tagozatra változtatták a nevét. Az iskola megszervezésével Avas Mihály kohómérnököt bízták meg, aki a semmiből igyekezett iskolát teremteni: nem volt iskolai épület, nem voltak tanárok. Az oktatás az akkori Malinovszkij (ma Soltész Nagy Kálmán) utca 7. szám alatti szükségépületben kezdődött, mintegy száz felvett tanulóval. Iskolai felszerelés nem volt, a diákok téglarakásokon átvetett deszkapallókon ültek. A termekben nappal oktatás folyt, amik estére kollégiumi szobákká alakultak. Nagy változást hozott az október, amikor néhány nagyon rossz állapotú iskolai padot és táblát kapott az iskola. A „tanári kar” öt főből állt, akiket óraadók segítettek ki. A technikusképzésben igen fontos laboratóriumi órákat (kémia, fizika) az alagsorban kialakított laboratóriumokban, a gyakorlati képzést pedig a szomszédos Gépipari Középiskola (ma Andrássy Gyula Szakközépiskola) tanműhelyeiben tartották, a tornaórák színhelye egy közeli üres telek volt. A felszerelés lassan, igen szerény mértékben bővült, a laboratóriumot és a termeket maguk a tanulók és a tanárok szerelték fel.
A következő, 1950–51-es tanévre újabb három osztálynyi diákot vettek fel. A kollégiumi elhelyezést a Szeles utcai régi kaszárnyaépületben oldották meg, és újabb tantermeket sikerült kialakítani. Az iskola irányítását 1951. január 1-jén a Kohászati Minisztérium vette át, ami újabb névváltozással járt: 6. sz. Kohóipari Technikum lett az iskola új neve. Más, sokkal fontosabb esemény is történt: elkezdődött a háború alatt félig lebombázott Hunfalvy Gimnázium épületének helyreállítása és bővítése, a technikum számára. Az épület Diósgyőr-Vasgyárban, a két nagy diósgyőri üzem (Lenin Kohászati Művek, Diósgyőri Gépgyár) közötti kolónia (a munkások és alkalmazottak számára épült korabeli, korszerű „lakótelep”) területén feküdt, az Árok utca 11/b. szám alatt (később Bolyai Farkas u. 10. lett a cím). Az épület még csak félig volt kész, de odaköltözött az iskola. Az eredetileg egyemeletes épületre húztak egy második emeletet, a súlyosan sérült utcafronti épületrész helyett pedig új szekciót építettek. A második emeleten alakították ki a kollégiumi szobákat, a földszinten a tantermek mellett tanműhelyeket is elhelyeztek. Az emeleten voltak a kémiai laboratóriumok, tantermek, tanári szoba és az iskolai adminisztráció. A földszinten két lakást is építettek, az egyikben a fáradhatatlanul tevékenykedő Avas Mihály igazgató lakott (majd az utána következő két igazgató is a családjaikkal), a másikban pedig az iskolai pedellus a családjával. A tornaórák megtartására az iskola udvarán volt lehetőség (a tervekben szerepelt egy tornaterem építése is, de ez sohasem valósult meg). Az építkezés és az oktatás még egy ideig egymás mellett folyt, de a körülmények óriásit változtak a korábbiakhoz képest: a minisztérium és a környező nagyüzemek támogatása révén a laboratóriumi felszerelés új volt, újak voltak a tantermi bútorok, kialakultak a tanműhelyek is. Az oktatómunkát segítendő beindult a tankönyvek írása is.
Az iskolai élet lassan konszolidálódott, és egyre magasabb színvonalú oktatás alakult ki, amelyben a műszaki jellegű tantárgyak mellett fontos szerepet kapott a humán tárgyak oktatása is, ami az ún. „régi típusú”, kiváló tanároknak volt köszönhető. 1950-ben – az ipar növekvő technikusigénye miatt – beindították az esti tagozatos képzést, amelyben a már bizonyos pozícióban lévő, de megfelelő képesítéssel még nem rendelkező dolgozók is részt vettek.

### Az iskola történetének második szakasza

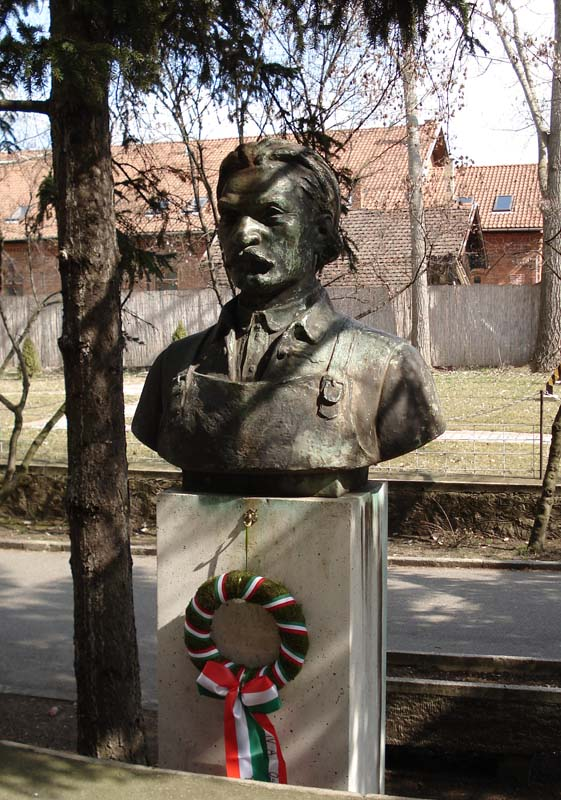
Gábor Áron szobra az iskola udvarán

Avas Mihály alapító igazgatót 1953 nyarán Sztálinvárosba helyezte a minisztérium, hogy ott is hozzon létre egy Kohóipari Technikumot. Avas Mihály nem sokkal ezután öngyilkos lett. A tanárok közül néhányan, sőt komplett osztályok is átkerültek Sztálinvárosba. Avas Mihály helyére Szinvavölgyi József kohómérnököt nevezték ki igazgatónak. Ebben az időben kapta meg az iskola a még épülő Kiss tábornok utca 32. szám alatti épületet kollégium céljára. Ezzel az iskola második emelete felszabadult, ahol újabb tantermeket és kémiai laboratóriumokat lehetett kialakítani. 1954-ben az iskola a Kohó- és Gépipari Minisztérium alá került, és ugyanekkor vette fel a Gábor Áron nevet. 1955-ben beindult a levelező tagozatos képzés. Szinvavölgyi Józsefet 1956 elején városi tanácselnöknek (ma polgármester) nevezték ki, de még az év végén váratlanul meghalt.
1953-ban tizenkilenc diák érkezett Észak-Koreából, köztük egy lány. A koreai diákok az iskolába érkezésük előtt egy évet már Budapesten töltöttek, ahol a magyar nyelvet tanulták. A távol-keleti társakat a magyar diákok és a tanárok megkülönböztetett figyelemmel kezelték, igen jó baráti kapcsolatot alakítottak ki velük. A koreaiak jól tanultak, részt vettek az iskola sport- és kulturális életében is. Hazájukban később egyetemi professzor, atomfizikus és vállalatvezetők kerültek ki a soraikból.
1956 tavaszán Virág Mihály kohómérnök lett az igazgató, aki az iskola történetében a leghosszabb ideig regnáló vezető volt (1980-ig, nyugdíjba vonulásáig töltötte be ezt a tisztet). Az új igazgató az 1956-os forradalom kapcsán került kényes helyzetbe, amit nem kis részben az itt tartózkodó koreai hallgatók jelentettek. A probléma sikeres megoldása után a „Gábor Áron” volt az ország egyetlen iskolája, ahonnan a külföldi diákokat nem telepítették át más országokba. Az iskola tovább fejlődött: 1957-ben új öntödei műhely épült, majd 1959-ben, valódi „nagyberuházásként” – a Lenin Kohászati Művek hathatós támogatásával – kupolókemence épült, a hozzá tartozó csarnokkal egyetemben. Az 1960-as évek elején állították fel az iskola névadójának, Gábor Áronnak a mellszobrát a bejárat előtt, amihez az iskola akkori diákjai is gyűjtötték a bronzot, rezet (alkotója Dabóczy Mihály).
Az oktatásfejlesztés terén az 1965–66-os tanévben történt jelentős változás: az oktatást segítő technikai eszközök megjelenése miatt bevezették a kabinet rendszerű oktatást, a tankönyvellátás már teljesnek volt mondható, az iskola tanárain kívül a Nehézipari Műszaki Egyetem oktatói és mások is írtak az iskolai oktatáshoz szükséges tankönyveket. 1967-től a technikum fokozatosan szakközépiskolává alakult.
Az iskolában 1975-ben könyvtárat hoztak létre, de bővültek a gyakorlati képzés és a sportolás lehetőségei is (bár tornaterem még mindig nem volt, a szomszédos általános iskola tornatermét használhatták a tanulók). 1980-ban Molnár József gépészmérnök lett az intézmény vezetője. Miután szükségtelenné vált az igazgatói lakás, a helyén tanműhely és öltöző létesült, lebontották a kupolókemencét, a csarnokban kovács- és precíziós öntőműhelyt alakítottak ki, és felújították a kémiai laboratóriumokat is. Az 1980-as évek közepétől egyre nyilvánvalóbbá vált a kohászat általános térvesztése, a kohásztechnikusi pálya iránt megcsappant az érdeklődés, és ez az iskolát struktúraváltásra kényszerítette: beindították a fémipari minőségbiztosítás–számítástechnika szakot, majd a környezetvédelmi, később pedig a menedzserasszisztensi és az informatikai szakot. Ezzel a beiskolázási gondokon is igyekeztek segíteni. A döntő változás az 1990-es évek közepétől történt meg Kuknyó Lajos, majd dr. Dutkó Lajosné igazgatósága alatt: az iskola oktatási profiljában egyre nagyobb szerepet játszott az iparművészeti irány.

### Diákélet
Az iskolában már a kezdetektől komoly diákélet folyt. Rendszeresen szerveztek kirándulásokat, iskolabálokat és különböző műkedvelő előadásokat. A hatvanas években volt az iskolának saját újságja, amelyet a diákok és a tanárok írtak, illusztráltak. Sikeresek voltak az iskola sportolói, főleg Majoros István atlétái és Tóth Dezső tornászai.

## A művészeti iskola
A Gábor Áronban az 1992–93-as tanévben indult be az iparművészeti tagozat. Ennek előfeltételeként műtermeket kellett kialakítani az alkalmazott grafikusok, az ötvösök és a díszműkovácsok számára, miután sikerül átvenni a szomszédos általános iskola helyiségeit (és mellékesen a tornatermet is). A következő években a művészeti jelleg tovább bővült, fokozatosan bevezették a textilműves, a bronzműves és szoboröntő, a bőrműves, a keramikus, az elektronikus grafikus, a szobrász, a textilrajzoló és a modelltervező-asszisztens szakokat. Az oktatáshoz neves képző- és iparművészeket nyertek meg. Tanított itt például Jószay Zsolt szobrászművész és Tellinger István grafikusművész, és még sokan mások.
Az iskola neve 1996-ban Gábor Áron Szakközépiskola lett, ami a későbbiekben Gábor Áron „Művészeti Iskola” Szakközépiskolára változott. Igazgatója Csordásné Bereczki Ildikó kohómérnök.
A szakközépiskolában négy fő szakon folyt a képzés:
- Informatika szak: Ennek keretén belül gazdasági informatikus képesítés valamint marketing és reklámügyintéző szakképesítést szerezhettek.
- Környezetvédelmi szak: Az érettségi utáni szakképző évfolyamon környezetvédelmi energetikai technikusi szakképesítést szerezhettek a résztvevők.
- Közgazdasági szak: A tanulók miközben megismerkedtek a legújabb közgazdasági, pénzügyi, marketing, számviteli gyakorlattal, üzleti szakügyintéző valamint marketing és reklámügyintéző képesítést kaptak.
- Művészeti szak: A szakon belül a fentebb ismertetett ágazatokban lehetett képesítést szerezni.

2014-ben az iskola megszűnt, miután az Eötvös József Építőipari, Művészeti Szakképző Iskolával összevonva új iskola jött létre Fazola Henrik Szakképző Iskola néven.